# Trygve Slagsvold Vedum
Trygve Magnus Slagsvold Vedum, född 1 december 1978 i Hamar, är en norsk lantbrukare och politiker. Slagsvold Vedum, som företräder Senterpartiet, valdes till partiledare våren 2014. I Stortinget har han representerat Hedmark sedan 2005.

## Utbildning, arbetsliv och familj
Slagsvold Vedum avlade agronomexamen vid Jønsberg landbruksskole 1997. På norska universitet och högskolor studerade han mellan 1997 och 2002 sociologi och statsvetenskap. Hösten 2005 övertog han släktgården Bjørby i Stange kommun.  Under sin militära grundutbildning tjänstgjorde Vedum som militärpolis. 
Slagsvold Vedum är son till lektorn och barnboksförfattaren Trond Vidar Vedum och läraren Karen Sigrid Slagsvold. Han är gift med Cathrine Wergeland.

## Politisk karriär
Vid sidan av olika uppdrag inom Senterpartiets ungdomsorganisation mellan 1993 och 2004 var Slagsvold Vedum ledamot av fylkestinget i Hedmark åren 1999–2005. Han var styrelseledamot i organisationerna Nei til atomvåpen och Nei til EU 2005–2007. 
I valet 2005 blev han invald i Stortinget. Där var han mellan 2005 och 2008 ledamot i kommunal- och förvaltningsutskottet, och 2008–2009 förste vice ordförande i hälso- och omsorgsutskottet samt andre vice ordförande i Odelstinget. Mellan 2009 och 2012 ledde han Senterpartiets stortingsgrupp och var också ledamot av utrikes- och försvarsutskottet. I Jens Stoltenbergs andra regering var Slagsvold Vedum jordbruksminister från juni 2012 fram till maktskiftet som följde efter stortingsvalet 2013. Han var sedan ledamot av finansutskott 2013–2021.
Vid partistämman i mars 2009 valdes Slagsvold Vedum till sitt partis andre vice ordförande, ett uppdrag han innehade till april 2014, då han vid 35 års ålder blev partiets yngste ordförande genom tiderna.
Under Slagsvold Vedums ledarskap var Senterpartiet det parti som gick fram mest av alla partier både i valet 2017 och valet 2021. Den 14 oktober 2021 blev han Norges finansminister i regeringen Støre, en koalitionsregering bestående av Arbeiderpartiet och Senterpartiet. Han satt på posten till 4 februari 2025, då Senterpartiet lämnade regeringssamarbetet efter en konflikt om energipolitiken.